# Episodi di ABC Stage 67
La prima e unica stagione della serie televisiva ABC Stage 67 è andata in onda negli Stati Uniti dal 14 settembre 1966 al 3 maggio 1967 sulla ABC.
| nº | Titolo originale                                      | Titolo italiano                      | Prima TV USA      | Prima TV Italia  |
| -- | ----------------------------------------------------- | ------------------------------------ | ----------------- | ---------------- |
| 1  | The Love Song of Barney Kempinski                     | Il canto d'amore di Barney Kempinski | 14 settembre 1966 | 31 dicembre 1968 |
| 2  | Dare I Weep, Dare I Mourn                             |                                      | 21 settembre 1966 |                  |
| 3  | Where It's At                                         |                                      | 28 settembre 1966 |                  |
| 4  | The Kennedy Wit                                       |                                      | 5 ottobre 1966    |                  |
| 5  | Olympus 7-0000                                        |                                      | 12 ottobre 1966   |                  |
| 6  | The Confession                                        |                                      | 19 ottobre 1966   |                  |
| 7  | The Canterville Ghost                                 |                                      | 2 novembre 1966   |                  |
| 8  | The People Trap                                       |                                      | 9 novembre 1966   |                  |
| 9  | Evening Primrose                                      |                                      | 16 novembre 1966  |                  |
| 10 | Noon Wine                                             |                                      | 23 novembre 1966  |                  |
| 11 | The Legend of Marilyn Monroe                          |                                      | 30 novembre 1966  |                  |
| 12 | On The Flip Side                                      |                                      | 7 dicembre 1966   |                  |
| 13 | The Brave Rifles                                      |                                      | 14 dicembre 1966  |                  |
| 14 | A Christmas Memory                                    |                                      | 21 dicembre 1966  |                  |
| 15 | The Trap of Solid Gold                                |                                      | 4 gennaio 1967    |                  |
| 16 | Sex in the Sixties                                    |                                      | 12 gennaio 1967   |                  |
| 17 | General Eisenhower on "The Military Churchill"        |                                      | 26 gennaio 1967   |                  |
| 18 | David Frost's Night Out in London                     |                                      | 2 febbraio 1967   |                  |
| 19 | The Light Fantastic                                   |                                      | 9 febbraio 1967   |                  |
| 20 | C'est La Vie                                          |                                      | 23 febbraio 1967  |                  |
| 21 | Rodgers and Hart Today                                |                                      | 2 marzo 1967      |                  |
| 22 | The American Boy                                      |                                      | 9 marzo 1967      |                  |
| 23 | I'm Getting Married                                   |                                      | 16 marzo 1967     |                  |
| 24 | A Time For Laughter: A Look at Negro Humor in America |                                      | 6 aprile 1967     |                  |
| 25 | The Wide Open Door                                    |                                      | 20 aprile 1967    |                  |
| 26 | The Human Voice                                       |                                      | 3 maggio 1967     |                  |

## Il canto d'amore di Barney Kempinski
- Prima televisiva: 14 settembre 1966
- Diretto da: Stanley Prager
- Scritto da: Murray Schisgal

### Trama
- Guest star: Alan King (Leo), Leonardo Cimino (Dino), Lee Grant (Laura), Alan Arkin (Barney Kempinski), Philip Coolidge (Farley), Rex Everhart (Klein), John Gielgud (Rich Man), Arlene Golonka (Mary)

## Dare I Weep, Dare I Mourn
- Prima televisiva: 21 settembre 1966
- Diretto da: Ted Kotcheff
- Scritto da: Stanley Mann

### Trama
- Guest star: Hugh Griffith (Karl Hoffman), Kay Walsh (Greta), Maureen Pryor (Rebecca), Jill Bennett (Frieda), Hamilton Dyce (Koorp)

## Where It's At
- Prima televisiva: 28 settembre 1966
- Scritto da: Ann Elder, Larry Hovis

### Trama
- Guest star: Dick Cavett (presentatore), Bob Lind (se stesso), Ronnie Schell (se stesso), Delos Jewkes (se stesso), Thurston Frazier (se stesso), The Doodletown Pipers (loro stessi), Ann Elder (se stessa)

## The Kennedy Wit
- Prima televisiva: 5 ottobre 1966

### Trama
- Guest star: David Francis Powers (se stesso)

## Olympus 7-0000
- Prima televisiva: 12 ottobre 1966
- Diretto da: Stanley Prager, Gordon Rigsby
- Scritto da: Jerome Chodorov

### Trama
- Guest star: Lou Jacobi (Comedian), Joe Namath (Quarterback), Fred Clark (Dean Severance), Phyllis Newman (Mary Severance), Eddie Foy, Jr. (Casey), Donald O'Connor (madre di Hermes), Larry Blyden (Todd Bronson)

## The Confession
- Prima televisiva: 19 ottobre 1966
- Diretto da: Alex Segal
- Scritto da: David Karp

### Trama
- Guest star: Byron Sanders (Cable), Katharine Houghton (Bonnie), Brandon De Wilde (Carl Boyer), Hugh Franklin (Howard Boyer), Arthur Kennedy (tenente Hammond), Dana Elcar (Lou Coolidge)

## The Canterville Ghost
- Prima televisiva: 2 novembre 1966
- Diretto da: Burt Shevelove
- Scritto da: Burt Shevelove
- Soggetto di: Oscar Wilde

### Trama
- Guest star: David Charkham (Mark Otis), Tippy Walker (Virginia Otis), Natalie Schafer (Mrs. Otis), Mark Colleano (Matthew Otis), Michael Redgrave (Sir Simon Canterville), Peter Noone (David), Douglas Fairbanks, Jr. (ambasciatore Otis)

## The People Trap
- Prima televisiva: 9 novembre 1966
- Scritto da: Earl Hamner, Jr.

### Trama
- Guest star: Connie Stevens (Flame), Lee Grant (Ruth), Vera Miles (Adele), Lew Ayres (Arthur), Stuart Whitman (Steve), Estelle Winwood (Sarah)

## Evening Primrose
- Prima televisiva: 16 novembre 1966
- Diretto da: Paul Bogart
- Scritto da: James Goldman

### Trama
- Guest star: Dorothy Stickney (Mrs. Monday), Charmian Carr (Ella Harkins), Dorothy Sands (magazziniere), Leonard Elliott (Store person), Anthony Perkins (Charles Snell), Magaretta Warwick (magazziniere), Mike Meola (magazziniere), Margaret Barker (magazziniere), Margaret Bannerman (magazziniere), Larry Gates (Roscoe Potts)

## Noon Wine
- Prima televisiva: 23 novembre 1966
- Diretto da: Sam Peckinpah
- Scritto da: Sam Peckinpah

### Trama
- Guest star: L. Q. Jones (Mr. McClellan), Ben Johnson (sceriffo Barbee), Joan Tompkins (Mrs. Bertha Nord), Robert Emhardt (Burleigh), Peter Robbins (Herbert), Olivia de Havilland (Ellie Thompson), Jason Robards (Royal Earle Thompson), Per Oscarsson (Olaf Helton), Jill Andre (Mrs. McClellan), Steve Sanders (Arthur), Theodore Bikel (Homer T. Hatch)

## The Legend of Marilyn Monroe
- Prima televisiva: 30 novembre 1966
- Diretto da: Terry Sanders
- Scritto da: Theodore Strauss, Terry Sanders

### Trama
- Guest star: Marilyn Monroe (se stessa), John Huston (narratore)

## On The Flip Side
- Prima televisiva: 7 dicembre 1966
- Diretto da: Joe Layton
- Scritto da: Robert Emmett

### Trama
- Guest star: Joanie Sommers (Angie), Murray Roman (Hairy Eddie Popkin), Will Mackenzie (Jerome), Donna Jean Young (Juanita), Stephen Perry (membro dei Celestials), Jeff Siggins (membro dei The Celestials), Evelyn Russell (Don Prospect), Rick Nelson (Carlos O'Connor), James Coco (Mr. Zuckerman), Tyrone Cooper (se stesso), Lada Edmund, Jr. (Irene D'Oeuvre), Anthony Holland (Don Prospect, capo Vertigo Records)

## The Brave Rifles
- Prima televisiva: 14 dicembre 1966
- Diretto da: Laurence E. Mascott
- Scritto da: Laurence E. Mascott

### Trama
- Guest star: Arthur Kennedy (narratore)

## A Christmas Memory
- Prima televisiva: 21 dicembre 1966
- Diretto da: Frank Perry
- Scritto da: Truman Capote, Eleanor Perry

### Trama
- Guest star: Lavinia Cassells (zia), Christine Marler (zia), Truman Capote (narratore), Donnie Melvin (Buddy), Geraldine Page (Sook), Win Forman (negoziante), Lynn Forman (donna in auto), Josip Elic (Haha)

## The Trap of Solid Gold
- Prima televisiva: 4 gennaio 1967
- Diretto da: Paul Bogart
- Scritto da: Ellen M. Violett

### Trama
- Guest star: Conrad Nagel (Mr. Mallory), Carole Mathews (Kay Bartlett), Ruth White (Geraldine Davis), James Broderick (Hal Crady), John Baragrey (Ed Bartlett), Cliff Robertson (Ben Weldon), Robert Gerringer (George Blessing), Dustin Hoffman (J. J. Semmons), Joan Darling (Peg Crady), Barnard Hughes (Lathrop Hyde), Dina Merrill (Ginny Weldon)

## Sex in the Sixties
- Prima televisiva: 12 gennaio 1967

### Trama
- Guest star: Joseph Julian (narratore)

## General Eisenhower on "The Military Churchill"
- Prima televisiva: 26 gennaio 1967

### Trama
- Guest star: Alistair Cooke (presentatore)

## David Frost's Night Out in London
- Prima televisiva: 2 febbraio 1967
- Diretto da: James Gilbert, Trevor Wallace
- Scritto da: David Frost, John Cleese, Buck Henry

### Trama
- Guest star: Kenneth Connor (se stesso), Albert Finney (se stesso), Ronnie Corbett (se stesso), Peter Sellers (se stesso), Libby Morris (se stessa), David Frost (presentatore), Julie Felix (se stessa), Laurence Olivier (se stesso), Denys Palmer (se stesso), Danny La Rue (se stesso), Carol Lynley (se stessa)

## The Light Fantastic
- Prima televisiva: 9 febbraio 1967
- Diretto da: Marc Breaux
- Scritto da: Arthur Laurents

### Trama
- Guest star: Lauren Bacall (se stessa), John Forsythe (presentatore)

## C'est La Vie
- Prima televisiva: 23 febbraio 1967
- Diretto da: Jean-Christophe Averty
- Scritto da: Suzanne Bujot

### Trama
- Guest star: Diahann Carroll (se stessa), Maurice Chevalier (se stesso)

## Rodgers and Hart Today
- Prima televisiva: 2 marzo 1967
- Diretto da: Bill Davis

### Trama
- Guest star: The Mamas and the Papas (loro stessi), Count Basie (se stesso), The Doodletown Pipers (loro stessi), The Supremes (loro stessi), Bobby Darin (se stesso), Peter Gennaro (se stesso), Petula Clark (se stessa)

## The American Boy
- Prima televisiva: 9 marzo 1967
- Diretto da: Noel Black
- Scritto da: Noel Black

### Trama
- Guest star: Robert Young (presentatore)

## I'm Getting Married
- Prima televisiva: 16 marzo 1967
- Scritto da: Betty Comden, Adolph Green

### Trama
- Guest star: Anne Bancroft (Virginia), Dick Shawn (Paul Benderhof)

## A Time For Laughter: A Look at Negro Humor in America
- Prima televisiva: 6 aprile 1967
- Scritto da: William Attaway

### Trama
- Guest star: Richard Pryor (se stesso), Redd Foxx (se stesso), Diahann Carroll (se stessa), Diana Sands (se stessa), Harry Belafonte (se stesso), Dewey 'Pigmeat' Markham (se stesso), Moms Mabley (se stessa), George Kirby (se stesso), Dick Gregory (se stesso), Godfrey Cambridge (se stesso)

## The Wide Open Door
- Prima televisiva: 20 aprile 1967
- Diretto da: Franklin J. Schaffner
- Scritto da: Tom Waldman, Frank Waldman, T. E. B. Clarke

### Trama
- Guest star: Leon Ames (Gray), Honor Blackman (Jane & Jill Marriott), Reginald Gardiner (zio Andrew), Richard Haydn (Whitey), Tony Randall (ispettore Berry, Geoffrey Judge), Bernard Fox (Jack)

## The Human Voice
- Prima televisiva: 3 maggio 1967
- Diretto da: Ted Kotcheff
- Scritto da: Clive Exton

### Trama
- Guest star: Ingrid Bergman (se stessa)